# آگبورن سنت جورج
آگبورن سنت جورج (به انگلیسی: Ogbourne St George) یک روستا و محله مدنی در بریتانیا است که در ویلتشر واقع شده‌است. آگبورن سنت جورج ۴۹۵ نفر جمعیت دارد.